# Werner Rathmayr
Werner Rathmayr, född 26 januari 1972 i Linz i Oberösterreich, är en österrikisk tidigare backhoppare, som tävlade internationellt åren 1990-1997, och nuvarande backhoppstränare. Han representerade UVB Hinzenbach.

## Karriär
Werner Rathmayr debuterade internationellt på hemmaplan i den österrikiska delen av tysk-österrikiska backhopparveckan i Bergiselschanze i Innsbruck 4 januari 1990. Backhopparveckan ingår som en del av världscupen. Werner Rathmayr slutade på en 69:e plats i sin första internationella tävling. Rathmayr deltog i junior-VM 1990 som arrangerades i MS 1970 i Štrbské Pleso i dåvarande Tjeckoslovakien. Han startade i lagtävlingen och vann guldet tillsammans med österrikiska laget, före Finland och Jugoslavien.
Rathmayr vann åtta världscupdeltävlingar (sex individuella segrar och två segrar i lagtävlingar) åren 1991-1993. Den första delsegern kom i Miyanomori-backen (normalbacke) i Sapporo i Japan 14 december 1991. Sista segern kom i Falun i Sverige 6 december 1992. Han var som bäst i världscupen säsongen 1991/1992 då han kom på andra plats sammanlagt, bara slagen av Toni Nieminen från Finland. Säsongen efter, 1992/1993, blev Rathmayr nummer fyra totalt i världscupen.
Werner Rathmayers deltog i två världsmästerskap i skidflygning. Under skidflygnings-VM 1992 i Čerťák i Harrachov i Tjeckoslovakien slutade han på en 18:e plats. Två år senare, i VM 1994 i Letalnica i Planica i Slovenien blev Rathmayr nummer 24.
Rathmayr har två guldmedaljer från österrikiska mästerskapen. Han blev dubbel österrikisk mästare 1993, i normalbacken i Stams och i stora backen i Seefeld. 1996 vann han en bronsmedalj under österrikiska mästerskapen i Paul-Ausserleitner-backen (stor backe) i Bischofshofen.
Werner Rathmayr var känd för sin speciella hoppstil med karakteristiska arm- och fingerrörelser i svävet. Han fick smeknamnet "luftens pianist". Rathmayr avslutade den aktiva backhoppskarriären 1997.

## Senare karriär
Efter sin aktiva idrottskarriär har Werner Rathmayr varit verksam som backhoppstränare, bland annat för det österrikiska B-landslaget.